# Арслан-Шах II
Арслан-Шах II — султан сельджуков в Хорасане (1160-1176).
Был сыном Махмуда II. При его правлении были попытки объединить страну, однако вместо этого, государство сельджуков стало ещё раздробление. При нём начались более активные войны с Гуридами, в третьей битве при Газни (1173) и битве при Герате (1175), победу одержали Гуриды, вследствие чего Арслан уступил им большую часть Керманского султаната, и часть Бактрии. Умер 1176 году.